# Rajon Călărași
Der Rajon Călărași ist ein Rajon in der Republik Moldau. Die Rajonshauptstadt ist Călărași.

## Geographie
Der Rajon liegt im Zentrum des Landes. Die Nachbarbezirke sind Nisporeni, Orhei, Strășeni, Telenești und Ungheni.
Die Fläche des Rajons beträgt 753,54 km².

## Geschichte

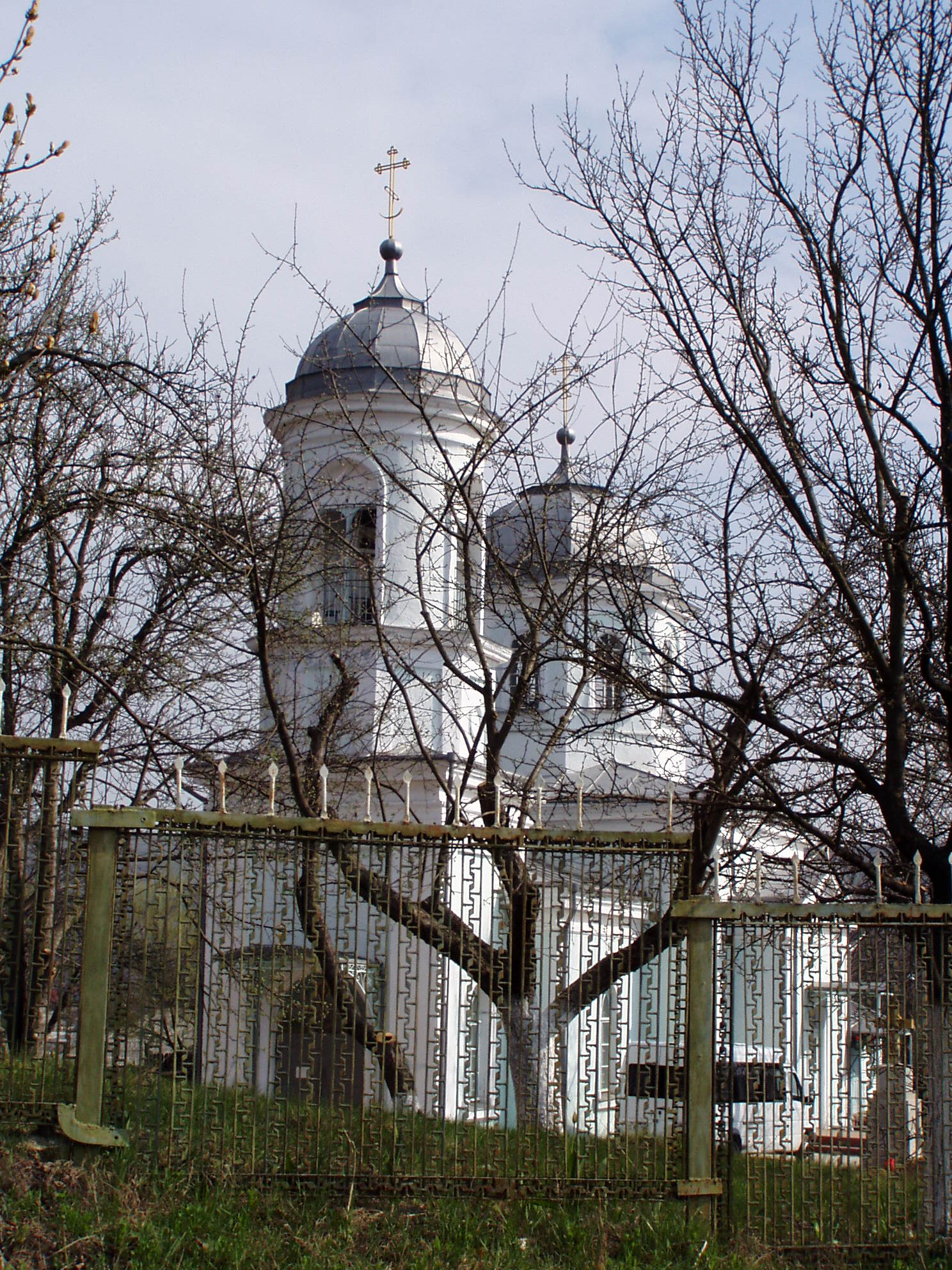
Orthodoxe Kirche in Călărași

Der Rajon Călărași besteht seit 2003. Bis Februar 2003 gehörte das Gebiet gemeinsam mit den heutigen Rajons Nisporeni und Ungheni zum inzwischen aufgelösten Kreis Ungheni (Județul Ungheni).

## Bevölkerung

### Bevölkerungsentwicklung
1959 lebten im Gebiet des heutigen Rajons 75.030 Einwohner. Bis 1970 stieg die Bevölkerungszahl auf 92.023. Entgegen der landesweiten Entwicklung sank die Zahl die Einwohner bei den folgenden drei Volkszählungen kontinuierlich: von 89.401 im Jahr 1979 über 85.000 im Jahr 1989 bis zu 75.075 im Jahr 2004.
Im Jahr 2014 lebten laut der Volkszählung 64.401 Einwohner im Rajon Călărași.
79,6 % der Bevölkerung von Călărași lebt auf dem Land. Dieser Wert hat sich seit 2005 nicht merklich verändert.
Die Bevölkerungsdichte beträgt 104,97 Einwohner pro Quadratkilometer.

### Volksgruppen
Laut der Volkszählung 2004 stellen die Moldauer mit 92,2 % die anteilsmäßig mit Abstand größte Volksgruppe, während sich landesweit 75,8 % als Moldauer bezeichneten. Kleinere Minderheiten im Rajon Călărași bilden die Ukrainer mit 3,7 %, die Rumänen mit 2,0 % und die Russen mit 1,3 % sowie die Gagausen und Bulgaren mit jeweils 0,1 %.

## Städte und Gemeinden
Der Rajon Călărași besteht aus einer Stadt, 27 Gemeinden und 16 Dörfern.
Städte:
- Călărași
  - Oricova

Gemeinden und Dörfer
- Bahmut
  - Bahmut Bahnhof
- Bravicea
- Buda
  - Ursari
- Căbăiești
- Dereneu
  - Bularda
  - Duma
- Frumoasa
- Hirova
- Hîrjauca
  - Leordoaia
  - Mîndra
  - Palanca
- Hoginești
- Horodiște
- Meleșeni
- Nișcani
- Onișcani
  - Hîrbovăț
  - Sverida
- Păulești
- Pitușca
- Pîrjolteni
- Răciula
  - Parcani
- Rădeni
- Sadova
- Săseni
  - Bahu
- Sipoteni
  - Podul Lung
- Temeleuți
- Tuzara
  - Novaci
  - Seliștea Nouă
- Peticeni
- Țibirica
  - Schinoasa
- Vălcineț
- Vărzăreștii Noi